# Gymnocephalus schraetser
Gymnocephalus schraetser, conosciuto comunemente come acerina striata, è un pesce d'acqua dolce della famiglia dei Percidae.

## Distribuzione e habitat
Endemica del bacino idrografico del Danubio.
Vive in tratti fluviali (sia dell'asta principale che dei più grandi affluenti) con corrente moderata e fondi sabbiosi o di fango compatto privi di vegetazione.

## Descrizione
È molto simile all'acerina, se ne distingue per la sagoma più allungata soprattutto della testa e per il colore beige o giallastro con linee nere, interrotte di solito in più punti, che decorrono longitudinalmente dall'opercolo branchiale al peduncolo caudale.
Misura fino a 25 cm.

## Biologia
Si tratta di una specie notturna e gregaria.

### Alimentazione
Si ciba di invertebrati bentonici, soprattutto molluschi.

### Riproduzione
Si riproduce in primavera. Le uova, fecondate da più maschi per ogni femmina, sono bentoniche, così come gli avannotti.